# Melvin J. Lasky
Pour les articles homonymes, voir Lasky.
Melvin Jonah Lasky, né le 15 janvier 1920 à New York, mort le 19 mai 2004  à Berlin, est un journaliste américain membre de la gauche anticommuniste.

## Biographie
Après des études au City College of New York puis à l'Université du Michigan, Melvin Lasky devient journaliste à New York. Il sert lors de la Seconde Guerre mondiale comme historien dans l'armée. Lasky s'installe à Berlin après la guerre, où il travaille pour le gouverneur militaire américain Lucius D. Clay. Malgré son jeune âge, il devient rédacteur en chef des journaux The New Leader puis en 1948 de Der Monat. Melvin Lasky est surtout connu pour son rôle d'éditeur en chef du magazine Encounter, de 1958 à 1990, magazine du Congrès pour la liberté de la culture financé secrètement par la CIA. Il y était le successeur de Irving Kristol, rédacteur en chef original et fondateur. Encounter, dévoué au libéralisme et à l'anticommunisme, est parvenu à attirer des penseurs et des écrivains de poids, comme Bertrand Russell, Arthur Koestler et Vladimir Nabokov.
Il meurt en mai 2004 d'une affection au cœur. Une part de ses mémoires, non publiées, paraît dans News from the Republic of Letters.

## Publications
- (en) (éd.), The Hungarian Revolution : The Story of the October Uprising as Recorded in Documents, Dispatches, Eye-Witness Accounts, and World-Wide Reactions, New York, Frederick A. Praeger, 1957, 318 p.
- (en) Africa for Beginners, Londres, Weidenfeld and Nicolson, 1963.
- (en) Utopia and Revolution, Chicago, University of Chicago Press, 1976, 726 p.
- (en) On the Barricades and Off, New Brunswick, Transaction Publishers, 1989.
- (en) Voices in the Revolution. The Collapse of East German Communism, New Brunswick, Transaction Publishers, 1992, 123 p.
- (en) Media Warfare. The Language of Journalism, Transaction Publishers, 2000, 365 p.

## Sources
- (en) Hommage rendu dans The Guardian.
- (en) Melvin J. Lasky, 84; Outspoken Anti-Communist, Washington Post, May 27, 2004
- (en) Cold Warrior: Saying goodbye to Melvin J. Lasky, Reason Online, June 2, 2004